# Historia del idioma gallego
La historia de la lengua gallega puede resumirse como siete siglos de normalidad, desde sus orígenes cuando se separó del latín galaico hacia el siglo IX hasta la introducción del castellano en el siglo XVI, y cinco siglos de conflictos, desde el siglo XVI hasta nuestros días.

## Los primeros habitantes de Galicia
Los primeros habitantes de Galicia eran de origen preindoeuropeo, dejando algunas muestras en el gallego. De esta forma se encuentran palabras de raíz preindoeuropea (“amorodo”, “lastra”, “veiga”, etc.). Asimismo, entre los primitivos habitantes de Galicia también se encontraban los celtas en gran cantidad, cuya lengua fue la hablada en todo el território de la Gallaecia hasta bien entrada la romanización. Dejaron multitud de topónimos y algunas palabras como “berce”, “bugallo”, “croio”... que llegaron a la lengua bien de forma directa o a través del latín.

## Los romanos

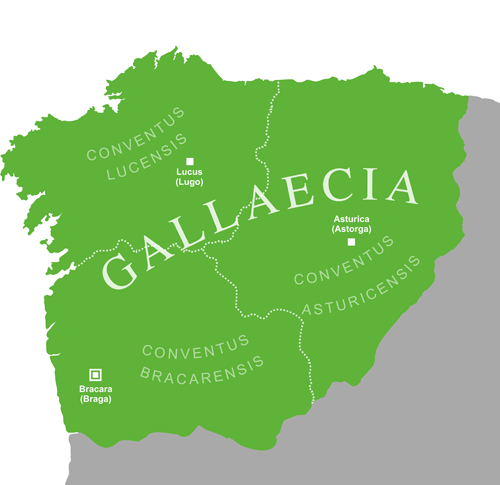
La provincia Gallaecia bajo Diocleciano.

Los romanos llegan a Galicia hacia el siglo II a. C., aunque su conquista no se consolidará hasta el siglo I a. C. Comienza así un proceso de “romanización” que llevó la incorporación de los pueblos autóctonos a la lengua y cultura de los conquistadores romanos. El latín se convirtió en la lengua de la zona, pero su asimilación no fue un proceso inmediato, sino paulatino, a través de la colonización de ciudadanos romanos y las ventajas culturales y administrativas de la ciudadanía romana, el reparto de tierras, entre otros. 
El proceso de romanización fue similar al de otros lugares, pudiendo hablarse de una élite fuertemente romanizada mientras la mayoría de los habitantes utilizan una variante degradada del latín vulgar, del que derivarán las llamadas lenguas romances: el castellano, catalán, rumano, francés, italiano, entre otros.

## La llegada de los germanos
A partir del siglo V d. C. llegan a Galicia pueblos de cultura y lengua germánica que debido a su escaso peso demográfico no son capaces de asimilar por completo a la población galaicorromana, terminando por ser asimilados. También durante la Alta Edad Media llegan refugiados procedentes de las Islas Británicas e incluso la zona es ocupada brevemente por los árabes durante el siglo VIII. Aunque su peso cultural resulta ínfimo sobre el trasfondo cultural latino, estos pueblos aportan varios préstamos lingüísticos con diversos términos germánicos (espeto, roupa, etc.) y árabes (estos a menudo a través de fuentes indirectas) (alberca, laranxa, aceite, azucre, etc.).

## La formación del gallego

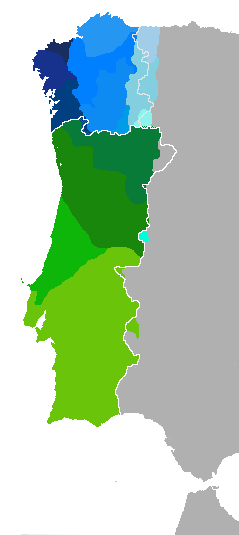
Idioma gallego

La transformación del latín en gallego se produjo de forma progresiva e imperceptible. Es imposible proporcionar una fecha exacta de transformación. No obstante, a partir de los testimonios escritos conservados puede decirse que hacia el siglo VIII la lengua de la iglesia y la administración era muy diferente del latín clásico, pues a menudo aparece llena de vulgarismos y modismos que posteriormente serán transmitidos al gallego.
Sin embargo, los primeros escritos en una lengua considerada ya como gallego no aparecen hasta bien avanzado el siglo XII, y el latín continúa siendo la lengua de la cultura, de la administración, de la liturgia y de la enseñanza, no sólo en el territorio de la antigua Gallaecia, sino en la mayor parte de la Europa Medieval.
El documento literario más antiguo de los conservados actualmente es una cantiga satírica Ora faz ost'o senhor de Navarra de Joam Soares de Paiva, escrita en algún momento indeterminado cerca del año 1200. De los comienzos del siglo XIII datan los primeros documentos no literarios en gallego. La “Noticia de Torto” (1211) y el Testamento de Alfonso II de Portugal (1214). Recientemente fue encontrado el documento más antiguo escrito en Galicia, fechado en el año 1228. Se trata del Foro del burgo de Castro Caldelas, otorgado por Alfonso IX en abril del citado año en el municipio de Allariz. El más antiguo documento latino-gallego-portugués fue encontrado en Portugal, y es una Donación a la Iglesia de Sozello, que se encuentra en el Archivo Nacional de Torre do Tombo, y está fechado en torno al año 870 d. C.
Ya desde el siglo VIII, y a medida que los invasores musulmanes consolidan sus conquistas en el sur de la península ibérica, Galicia constituye una unidad política con los reinos medievales de Asturias y León, aunque mantiene cierta autonomía que le permite en ocasiones surgir como reino independiente en momentos puntuales de los siglo X, XI y XII. En este contexto el gallego es en su mayor parte una lengua exclusiva del ámbito oral, con una competencia menguante con el latín en el ámbito escrito. El progresivo peso demográfico de los gallegos hablantes poco a poco introduce el gallego junto al latín en los documentos notariales, bandos administrativos, pleitos, etc., aunque el latín sigue poseyendo una posición cultural superior.

## Esplendor medieval

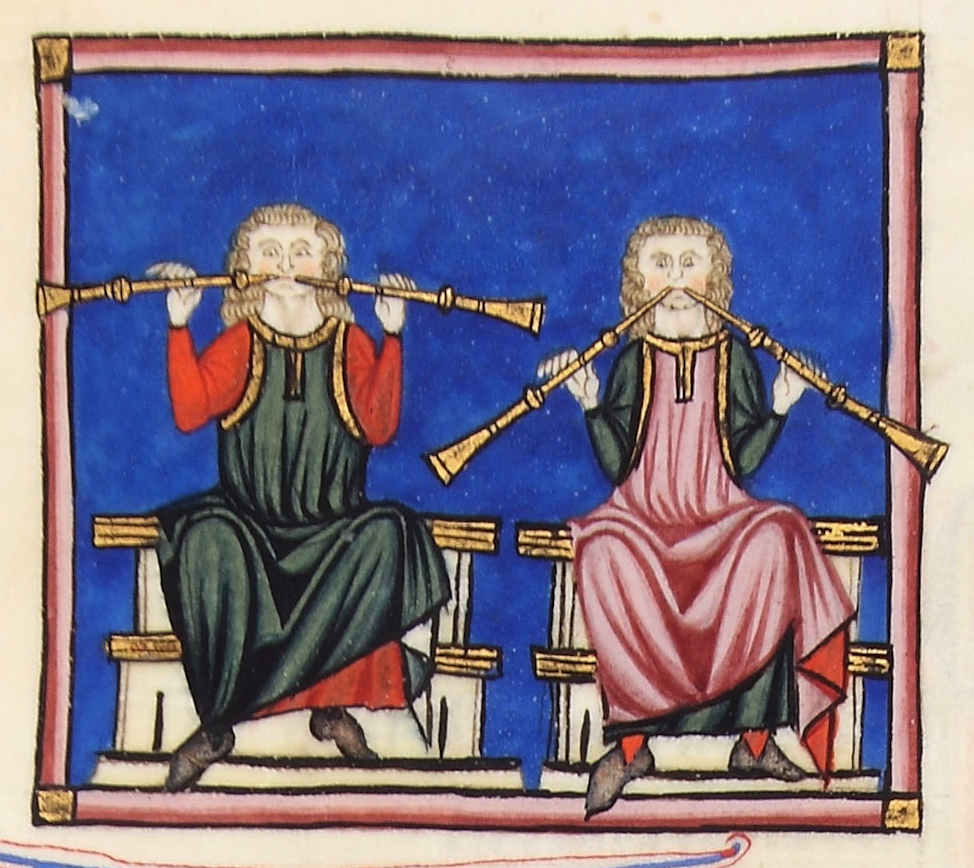
Miniatura de las Cantigas de Santa María

Desde el siglo XIV y a partir de su consolidación, la literatura gallega vive su período de mayor esplendor. El gallego se convierte en la lengua por excelencia de la lírica
En este período el gallego alcanza un rango internacional, ya que es utilizada por autores de muchos países europeos: gallegos, portugueses, leoneses, castellanos, occitanos, sicilianos, etc. y está presente en muchas cortes reales y señoriales, aunque su uso se concentra sobre todo en la península ibérica.
Las Cantigas de Santa María, composiciones poéticas realizadas en alabanza a la Virgen María son la principal muestra de la vertiente religiosa de la lírica gallego-portuguesa y constituyen el corpus de la poesía mariana medieval más relevante de toda la península ibérica, y aún de Europa. Fueron compuestas en la corte del rey Alfonso X “El Sabio” de Castilla, quien se encargó de la dirección, y en ocasiones participó directamente en su composición. Es todo un ejemplo del prestigio alcanzado por el idioma gallego como lengua literaria a finales del siglo XIII. Este esplendor no sólo se reduce al reino de Castilla, sino también al reino vecino, donde el propio rey Dionisio I de Portugal fue un destacado compositor de la lírica gallego-portuguesa.
En comparación con la lírica, la prosa literaria medieval en gallego es escasa y tardía. Es necesario tener en cuenta que los centros culturales de la época eran los monasterios y escuelas monacales, donde imperaba el uso del latín eclesiástico. Aun así, a partir de finales del siglo XIII, y más significativamente en los siglos XIV-XV, los temas literarios de mayor difusión en Europa son recogidos en lengua gallega. Varios ejemplos son los relatos del llamado “ciclo bretón”, alrededor de la figura legendaria del rey Arturo, los textos referentes a la historia y destrucción de Troya, como la “Historia Troyana” y la “Crónica Troyana”, y los “Miragres de Santiago”, conjuntos de relatos que cuentan desde la destrucción de Jerusalén hasta la milagrosa intervención del apóstol Santiago el Mayor en diferentes situaciones. También hay que incluir otros textos en prosa que son traducciones o versiones de otras lenguas con elaboración propia como la “Cronica Xeral Galega”, “General Estoria”, “Crónica Galega de 1404” y “Crónica de Santa María de Iria.”

## Los siglos oscuros
El final de la Edad Media (siglos XIV-XV) coincide con el final del esplendor de la lengua gallega y el comienzo de un progresivo período de decadencia, tanto en el uso común como literario del idioma.
Diversos factores influyeron en esta progresiva decadencia, especialmente la progresiva centralización del reino de Castilla y la posterior consolidación del absolutismo. También cabe destacar el asentamiento en Galicia de una nobleza extranjera y ajena a la cultura y lengua gallegas, que sustituyen a la nobleza autóctona derrotada en varias ocasiones en las luchas sucesorias y dinásticas de la Corona de Castilla, primero en la guerra entre Pedro I “El Cruel” contra Enrique II de Trastámara y posteriormente (1475-1479) en la guerra entre Juana la Beltraneja e Isabel la Católica; la ausencia de una burguesía fuerte capaz de defender sus intereses, la disminución de la población, la reforma eclesiástica y pérdida de autonomía de la Iglesia gallega, etc.
Estos hechos, unidos a la creciente política centralista e intervencionista de Castilla, afianzan progresivamente una corriente “desgalleguizadora”, especialmente en las clases altas de la sociedad, que impiden la consolidación del gallego como lengua culta y literaria. Este proceso se ve agravado con la formación de los estados modernos y la aparición del concepto de “estado nacional”, que conlleva una uniformización lingüística y administración como factor de cohesión de las estructuras políticas.

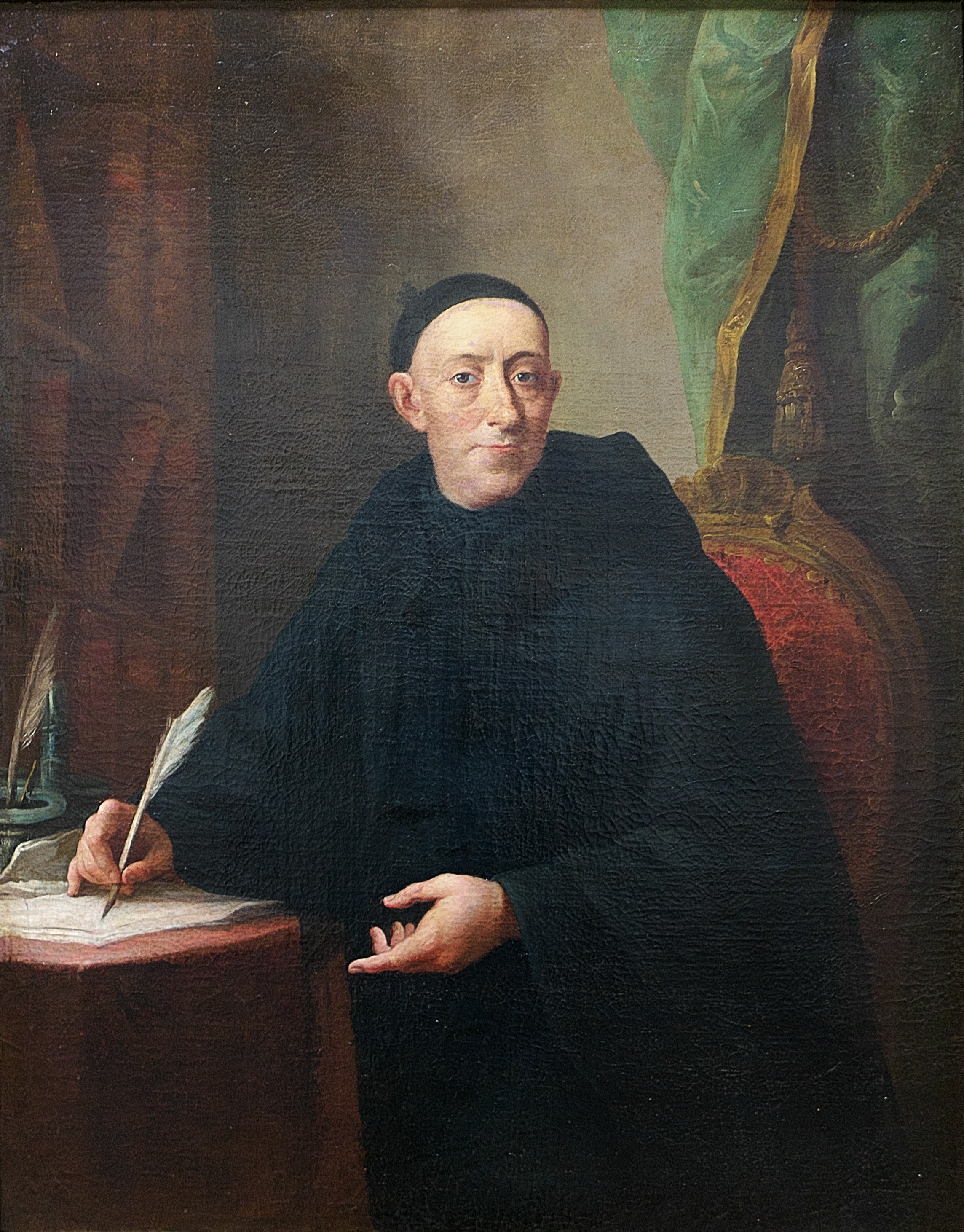
El ilustrado Fray Benito Jerónimo Feijoo reivindicó el reconocimiento de la lengua gallega.

Durante un largo período de tres siglos XVI, XVII y XVIII, denominados “siglos oscuros” la lengua gallega estuvo prácticamente ausente de los usos escritos, frente al castellano y el portugués, que en la península ibérica y durante esta época comienzan un proceso de codificación y fijación gramatical y ortográfica que les confiere una categoría de lenguas culturales. Además, su uso se extiende sobre la totalidad de la población de los estados de España y Portugal, respectivamente. En contra, el uso exclusivamente oral de la lengua lleva provocó una progresiva dialectalización y fragmentación del idioma, incapacitando su uso literario y científico.
De esta forma la lengua gallega quedó al margen de las corrientes literarias del Renacimiento y el Barroco, que coinciden con el llamado “Siglo de oro” de la literatura castellana. Existen, no obstante, algunos escasos testimonios escritos (como algunas cartas dirigidas a Diego Sarmiento de Acuña, conde de Gondomar), documentos y unas pocas muestras literarias que permiten apreciar la situación de la lengua en la época. Paralelamente al vacío en la literatura erudita, sobrevive una lírica popular en forma de canciones de cuna, canciones de ciego, canciones de carnaval, adivinanzas, leyenda, romances, cuentos, farsas, etc. Muchas de estas expresiones literarias sobrevivieron hasta hoy a través de la transmisión oral. En el siglo XVIII surgen algunas voces de denuncia de los llamados “ilustrados” que muestran su inquietud por el subdesarrollo de Galicia y ofrecen propuestas renovadoras de la vida económica, social y cultural. Entre este minoritario grupo de intelectuales despunta con fuerza la figura del padre fray Martín Sarmiento, personaje polifacético –naturalista, lingüista, bibliófilo- que defendió el uso del gallego en la enseñanza, en la administración y en la Iglesia, es decir, su normalización como lengua de los gallegos. Participaron además el padre Benito Jerónimo Feijoo, el primer erudito en rechazar la condición de “dialecto” del gallego, y el padre Sobreira, continuador de la labor lexicográfica de Sarmiento. Su obra constituyó la primera llamada de atención de una problemática lingüística que se manifestará en toda su extensión a partir de la segunda mitad del siglo XIX.

## El “Rexurdimento”
“Rexurdimento” (Resurgimiento) es el nombre con el que se conoce el siglo XIX en la historia de la lengua gallega y expresa de forma nítida una trayectoria de recuperación no sólo literaria, sino también cultural, política e histórica.
A partir de la invasión francesa y la Guerra de la Independencia en 1809, y posteriormente entre los enfrentamientos entre absolutistas y liberales en el conjunto de España, surgen textos escritos en gallego, en hojas sueltas o diarios con fines propagandísticos. Algunos llaman a los campesinos a la defensa del país, otros defienden las ideas liberales.
A lo largo del siglo, tras el fin de absolutismo y el inicio de una monarquía constitucional, nacen diversos movimiento galopillo, basados en la defensa de la singularidad y de la personalidad diferenciada de Galicia. El primero de ellos, surgido en torno a la década de 1820 a.c es el llamado “provincialismo”, que denunciaba la marginación social de Galicia y buscaba una revalorización social de su arte, costumbres e historia.
Los provincialistas fueron apartados de la política después de su apoyo al fracasado levantamiento militar de Miguel Solís y el fusilamiento de los Mártires de Carral, y los supervivientes y continuadores de este movimiento se limitaron al mundo cultural y literario. 
La segunda generación galleguista dio lugar al movimiento del “Regionalismo”, que compaginó cultura y política, haciendo de la lengua gallega su preocupación primordial.
En el camino de la recuperación lingüística y literaria se celebraron en la ciudad de La Coruña los primeros Juegos Florales en 1861. Las composiciones premiadas, junto con las muestras de poesía contemporánea se recogieron un año después en el “Álbum da Caridade”, primera antología del Rexurdimento gallego.
El primer libro en gallego publicado en el siglo XIX es “A gaita gallega” de Xoan Manuel Pintos en 1852, pero la publicación en 1863 de “Cantares Gallegos”, obra de la reconocida poetisa Rosalía de Castro es la obra que inaugura definitivamente el Rexurdimento. 1880 también fue un año fructífero en publicaciones en gallego, apareciendo composiciones de los autores de más fama de esta época: “Follas Novas” de Rosalía de Castro, “Aires da miña terra” de Manuel Curros Enríquez, y “Saudades gallegas” de Valentín Lamas Carvajal. Seis años después aparece “Queixumes dos pinos” de Eduardo Pondal. 
La calidad de la obra de Rosalía de Castro trasciende las fronteras del gallego y con sus publicaciones en castellano “En las orillas del Sar” también se convierte en una destacada poetisa de la lengua castellana y de la literatura universal. Sus versos han sido objeto de numerosos estudios y traducciones a diversas lenguas.
Manuel Curros Enríquez fue uno de los escritores gallegos preferidos por los lectores de su época. Sin duda porque con su poesía denunció las injusticias de la sociedad gallega (foros, opresión caciquil, emigración…) y defendió las ideas progresistas. Asentó una tradición de poesía combativa y comprometida que continuaría numerosos autores gallegos (Ramón Cabanillas, Celso Emilio Ferreiro, etc.). 
Eduardo Pondal, autor de “Queixumes dos pinos” (que será adaptado y convertido en el himno gallego), indaga en las raíces prehistóricas de Galicia, destacando el elemento céltico y creando una poseía para engrandecer la individualidad de la lengua gallega. Trató de afianzar el idioma como lengua literaria y culta.
Estos y otros autores amplían los límites literarios de la lengua gallega, que se extiende por la lírica, la narrativa, el ensayo y la prosa didáctica.
La consolidación de la prosa gallega no se produce hasta el siglo XX, pero a finales del XIX ya existen algunos precedentes destacados. “Máxima ou a filla espúrea”, (1880) de Marcial Valladares, primera novela gallega contemporánea. Una obra de gran difusión entre las clases populares fue “O catecimos do labrego” de Valentín Lamas Carvajal. “A tecederia de Bonaval”, “Castelo de Hambre” y “O niño de Pombas”, convierten a Antonio López Ferreiro en el mejor prosista de la época.
El teatro fue el género menos cultivado. Desde la publicación de “A Casamenteira” en 1812 hasta la década de 1880 no hubo actividad editorial relacionada con el teatro.
También en las últimas décadas del siglo XIX surgen las primeras gramáticas y diccionarios de la lengua gallega, esenciales para su normalización, entre los que destacan el “Compendio de gramática gallega-castellana” (1864) de Francisco Mirás y “Gramática Gallega” de Saco y Arce, un estudio erudito del idioma gallego.
La presencia de la lengua gallega en el periodismo contribuye enormemente a su prestigio. En el año 1876 se edita, promovido por Valentín Lamas Carvajal, el pionero de los periódicos íntegramente en gallego, “O Tío Marcos da Portela”. El éxito de este periódico, con marcado carácter anticaciquil, resultó espectacular. Entre los años 1886 y 1888 se consolida paulatinamente el periodismo en Galicia, con la aparición de nuevas iniciativas monolingües: “O Galiciano”, en Pontevedra; “A Monteira”, en Lugo; y “As Burgas”, en Orense.
Una de las últimas manifestaciones del Rexurdimento, ya en el siglo XX, fue la constitución de la Real Academia Galega en 1905.

## ElsigloXX

### Inicios delsigloXX

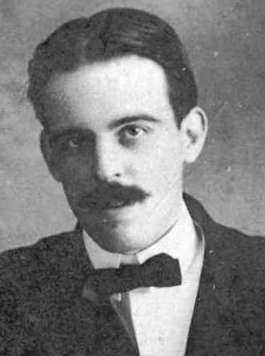
A. Vilar Ponte fue un importante miembro de las Irmandades da Fala.

A finales del siglo XIX se constata una recuperación del gallego como idioma literario, cultural e histórico; además se patentiza un descenso del nivel en el uso oral, debido en gran parte a la consolidación de una enseñanza en castellano. La lengua gallega aún no alcanza una situación normalizada, lo que provoca un retroceso social en las clases altas y medias y especialmente en los ámbitos urbanos.
El contexto sociopolítico contrasta con la prolífica actividad cultural. La sociedad gallega de comienzos del siglo XX se sigue caracterizando por la concentración del poder económico en sectores minoritarios, con un sistema agrícola en el que permanecen influencias medievales y por una creciente emigración que vaciaba demográficamente el país. Surgen asociaciones agrarias que canalizan las protestas sociales y alcanzan gran resonancia entre los campesinos, como fue el caso de la Liga Agraria de Acción Gallega. La toma de conciencia del campesinado, fomentada por su acceso a la propiedad de la tierra, unida a la progresiva evolución del galleguismo hacia el nacionalismo, provoca un salto cualitativo en la utilización de la lengua gallega. El nacionalismo está unido al idioma como esencia de identidad colectiva, cuyas primeras manifestaciones son las “Irmandades da Fala”. Estas asociaciones, creadas para la defensa, dignificación y cultivo del idioma, surgen primero en La Coruña en 1916. Le siguen otras por las principales ciudades y villas de Galicia, Ferrol, Orense, Betanzos, Santiago de Compostela, etc. Para la difusión de sus ideas crearon un periódico de expresión completamente en gallego: “A Nosa Terra”. Sus miembros más destacados fueron los hermanos Vilar Ponte, Antonio Losada Diéguez, Vicente Risco, Ramón Cabanillas, etc.
En 1918 celebra la “I Asamblea Nazonalista Galega”, que tuvo como conclusiones la reivindicación de una autonomía integral para Galicia, la oficialización de la lengua gallega y la inclusión de Galicia en la Sociedad de Naciones de Ginebra. Las Irmandades promovieron la elaboración de diccionarios y gramáticas, estudios lingüísticos y reivindicaron la presencia del gallego en la administración y la enseñanza. Fomentaron la actividad editorial en las principales ciudades gallegas: Céltiga en Ferrol, Lar en La Coruña, Alborada en Pontevedra, y muchas otras, además de frecuentes secciones en gallego en la prensa en castellano. En este contexto aparece la revista “Nós”, de manos de Vicente Risco, Ramón Otero Pedrayo y Florentino Cuevillas, que conformarán el llamado “Grupo Nós”. A ellos terminará ligándose posteriormente la figura de Alfonso Daniel Rodríguez Castelao.

### Años 20 y 30
Los miembros de “Nós”, con una amplia y diversa formación intelectual, marcan como finalidad la eliminación del lastre del folclorismo del siglo XIX en la cultura gallega, mediante su actualización, normalización y universalización en las corrientes literarias, artísticas y científicas de la época. La revista “Nós” contó con la colaboración de autores diversos (portugueses, irlandeses, catalanes, franceses…), que aportaron diversas perspectivas europeas, además de la traducción de variados artículos de carácter científico –arqueología, etnografía, antropología, sociología…- como literario.
La utilización del gallego en estudios científicos se potenció con la creación del “Seminario de Estudos Galegos” (1923), dedicado a las investigaciones sobre la realidad gallega en todas sus manifestaciones. Fue fundado por un grupo de jóvenes universitarios: Fermín Bouza Brey, Filgueira Valverde, Lois Tobío…; a los que pronto se unieron otros como Ricardo Carvalho Calero, Antonio Fraguas, o Xaquín Lorenzo.
La obra literaria de estos intelectuales, que recuperan campos como el ensayo abriendo nuevos horizontes le proporcionan a la prosa gallega un desarrollo pleno integrando la cultura gallega en el contexto europeo. “Arredor de si”, “Devalar” o “Os camiños da vida” de Ramón Otero Pedrayo y “Os europeos en Abrantes” y “O porco de pé” de Vicente Risco, son títulos que incorporaron a la literatura gallega temáticas universales, legendarias y exóticas, urbanas y pensamientos filosóficos –de nuevas técnicas de creación que estaban desarrollándose en la literatura europea.

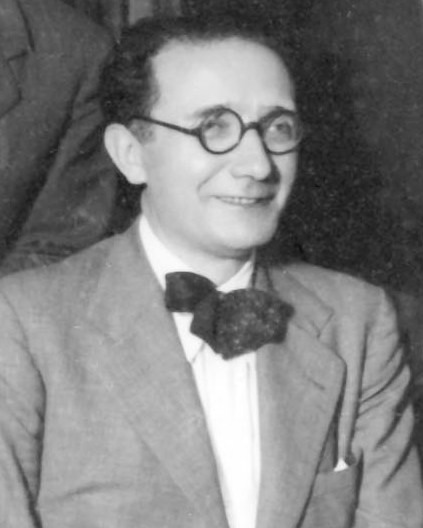
Castelao, uno de los artífices del primer Estatuto de Galicia.

La débil tradición del género dramática recibió cierto impulso con la creación desde las Irmandades da Fala del Conservatorio Nacional de Arte Galega en 1919, que posteriormente pasaría a ser Escola Dramática Galega.
Los movimientos europeos de vanguardia no resultaron ajenos a la lírica gallega. Los autores de la llamada “Generación del 25” –Manuel Antonio, Luis Amado Carballo, Fermín Bouza Brey- demostraron una gran voluntad de originalidad creativa basada en el enfrentamiento con las formas tradicionales de la poesía.
Merece mención la figura polifacética de Castelao. Un clásico de la literatura gallega de todos los tiempos, que manifestó su arte en áreas muy diversas: novela, teatro, narrativa breve y ensayo político, así como en el ámbito del dibujo –“Sempre en Galiza”, obra cumbre del nacionalismo gallego- y otras obras reflejan conjuntamente su capacidad como dibujante y literato. Castelao entraña una gran significación política plasmada en su obra ensayística y en su participación activa y directa en la política de España (fue diputado de la República en las filas del Partido Gallego).
En 1931 se creó el Partido Gallego, que consiguió la aprobación del primer Estatuto de Autonomía de Galicia, en el que la lengua gallega adquiere por primera vez el reconocimiento de “idioma oficial de Galicia”. Este logro importantísimo no llegó a tener una aplicación práctica en la realidad debido al estallido de la guerra civil española (1936), que supuso el principio de la etapa más dura para las lenguas no oficiales de España.

### De 1936 a 1950
El final de la guerra civil española y el inicio de la dictadura franquista provocaron la desaparición de la lengua gallega de la escena pública, de la enseñanza y de las actividades socioeconómicas. Muchos intelectuales gallegos tuvieron que exiliarse –Castelao, Eduardo Blanco Amor, Luis Seoane, Rafael Dieste- pero mantuvieron en el exilio la cultura y la identidad de Galicia. El desarrollo cultural gallego resurgió –aunque ya tenía precedentes- en el escenario de la emigración y el exilo en Argentina, Venezuela, México y Cuba, entre otros países.
La situación social de la lengua gallega fue agravada con la imposición de la obligatoriedad de la escolarización desde el nivel básico y posteriormente con la popularización de los medios de comunicación, que utilizaban el castellano como único vehículo de expresión.
En este contexto adverso el galleguismo no desapareció completamente, sino que de forma tímida, y a medida que la dictadura franquista suavizaba sus medidas de represión, comenzó a volver a manifestarse en el ámbito cultural, pero desvinculándose de la política de la etapa anterior. En 1947 se publicaron cuatro obras de poesía en gallego. Varios elementos decisivos fueron la colección de poesía Benito Soto, la editorial Bibliófilos Galegos y el suplemento semanal bilingüe del periódico compostelano “La Noche”.
La pieza clave en la que se asienta la recuperación del uso escrito del gallego es la creación de la Editorial Galaxia en 1950. Sus principales promotores, Ramón Otero Pedrayo, Francisco Fernández del Riego y otros, evidenciaron de nuevo la validez del idioma gallego para cualquier género o temática. Galaxia se convirtió en el eje de diversas publicaciones periódicas: “Revista de Economía de Galicia”, la revista de cultura y arte “Atlántida” y la de pensamiento “Grial” –prohibida al año siguiente de su nacimiento.

### La década de 1960
A partir de 1960 se produjo un conjunto de cambios en el ámbito económico y social de Galicia que fueron acompañados de una atenuación de la censura franquista.
Ejemplos de este aperturismo del régimen fueron la posibilidad de la aparición de publicaciones anteriormente prohibidas como “Grial”, la celebración del “Día das Letras Galegas”, promovido por la Real Academia Galega, la ampliación del mundo editorial con “Edicións do Castro”, así como el surgimiento de nuevas asociaciones culturales en defensa del idioma gallego: “O Facho”, “O Galo”, la Asociación Cultural de Vigo…La Universidad gallega no quedó al margen de estas inquietudes y tomó parte activa con la creación en 1965 de la Cátedra de Lengua y Literatura Gallegas a cargo de Ricardo Carvalho Calero. Seis años después nació el Instituto da Lengua Galega, con una obra investigadora desarrollada hasta la actualidad.
La producción literaria gallega, paralelamente al resto de España, comienza de nuevo una producción literaria sólida. Una vez más fue la lírica la encargada de iniciar el renacer literario. “Longa noite de pedra” (1962), de Celso Emilio Ferreiro, representa la línea social y cívica caracterizadora de la poesía gallega de la década de 1960. Lueiro Rey, Bernardino Graña y Manuel María son algunos de los autores de esta lírica que trata de conjugar el discurso político con el literario.
La narrativa gallega sufre un vacío desde 1936 a 1951, año en que Ricardo Carvalho Calero publica su primera novela, “A xente da Barreira”. Entre las décadas de 1950 y 1960 surgen tres grandes autores, Álvaro Cunqueiro, Eduardo Blanco Amor y Ánxel Fole, que desde sus peculiares formas narrativas crean una obra de reconocida calidad universal.
Otros autores de la década de 1960 son Gonzalo Mourullo, Méndez Ferrín, así como otros, que se hacen eco de las innovaciones literarias de la narrativa europea, constituyendo la llamada “Nova Narrativa”, movimiento renovador y revitalizador de la prosa gallega.

### Las décadas de 1970 y 1980
La instauración de la democracia a partir de 1975, tras la muerte del dictador Francisco Franco, permitió la consolidación de los géneros anteriores y la apertura de nuevos horizontes en los distintos campos literarios en respuesta a las exigencias de una sociedad libre. Galicia pasó de ser una tierra productora en su mayor parte de poesía a interesar e implicar a mucha más gente en la literatura, produciendo diversos tipos de ensayo sociolingüísta y literario –Basilio Losada, Francisco Pillado-, teológico y religioso –Andrés Torres Queiruga, Chao Rego…-, filosófico –Martínez Marzoa…-, histórico –Ramón Villares, Felipe Senén, Xosé Ramón Barreiro…, pasando por libros, crónicas políticas, revistas…
En narrativa las tendencias se diversifican y los autores que comenzaron a darse a conocer antes de 1975 (como Maria Xosé Queizán, Alfredo Conde, Paco Martín, etc.) se unen en una muy heterogénea nómina de narradores (Víctor Freixanes, Xavier Alcalá, Carlos González Reigosa, Suso de Toro, Manuel Rivas, Fernández Paz…) que amplían las modalidades narrativas: novela histórica, policíaca, erótica, realista, etc.
También surgen ediciones de libros destinados a los lectores más jóvenes en colecciones infantiles (Merlín, Sotelo Blanco Infantil, etc.) y juveniles (Xabarín, Doce por Vintedous, Fóra de Xogo, Gaivota, Árbore, etc.), que constituyen una gran contribución a la normalización de la literatura gallega.
La poesía también se renueva. Méndez Ferrín y Arcadio López Casanova marcan con la aparición de sus poemarios en 1976 la dirección de una poesía más rica y abierta a múltiples influencias. Darío Xohán Cabana, Xulio Valcárcel, Rodríguez Fer, Manuel Rivas y muchísimos autores que contribuyeron y todavía contribuyen al engrandecimiento de un género asentado desde los inicios de la literatura en lengua gallega en la Edad Media.
El género dramático experimentó hondas transformaciones en la segunda mitad del siglo XX. La obra de autores de la inmediata posguerra, como Álvaro Cunqueiro o Ricardo Carvalho Calero, convive con la obra de los nuevos, -Manuel María, Vidal Bolaño, Manuel Lourenzo…-, que buscan la ruptura formal con las tendencias anteriores. Todos ellos abren el mundo teatral a las tendencias más novedosas. Destaca la aparición a finales de la década de 1960 y a principios de la década de 1970 del fenómeno de los Grupos de Teatro Independiente (O Facho, Teatro Circo…). En estos años proliferan asociaciones que tratan de potenciar el teatro, especialmente mediante la aproximación al público juvenil.
En el año 1978, Galicia, al igual que el resto de España, vuelve a contar con una Constitución democrática que en su articulado proclama la “voluntad de proteger a todos los españoles y pueblos de España en el ejercicio de los derechos humanos, sus culturas y tradiciones, lenguas e instituciones”, al mismo tiempo que sienta las bases de una nueva configuración jurídico-política: el Estado de las Autonomías. Con el régimen democrático Galicia se convierte en Comunidad Autónoma, teniendo como lenguas oficiales gallego y castellano, si bien la Constitución marca el derecho y deber de conocer el castellano pero solo el derecho de conocer el gallego para los ciudadanos gallegos.
Paralelamente a una legislación reguladora de los usos del idioma, se llegaba a la elaboración de una lengua estándar, por encima de diferencias dialectales. El Instituto da Linga Galega, creado en 1971 y la Real Academia Galega propusieron en 1982 las “Normas Ortográficas e Morfolóxicas do idioma galego”, que alcanzar un carácter oficial con la promulgación de la “Lei de Normalización Lingüística.” La revisión y actualización más reciente de estas normas, que integra algunas posturas reintegracionistas, es del año 2003.
En el año 1985 surgen la Televisión de Galicia y la Radio Galega. La primera fue –y es- un canal fundamental para mantener la presencia de la lengua gallega en los medios de comunicación audiovisuales y contribuir a su normalización en este ámbito hasta entonces bastante desasistido. Por lo que se refiere a la Radio Galega, también tuvo el mérito de mantener un canal radiofónico monolingüe de calidad y con interés por la cultura propia. Estos dos medios audiovisuales son referentes en el ámbito de los medios de comunicación actuales y presentan índices de audiencia aceptables y varios programas de éxito. Fue especialmente la Televisión de Galicia la que rompió más tópicos y prejuicios mostrando a personas de diversas nacionalidades y épocas hablando en gallego.

### Música
En 1969 el cantautor Andrés do Barro,cantó la canción "O tren" seguidas de otras en gallego. 
En 1972 el famoso cantante Julio Iglesias en su álbum Un canto a Galicia cantó la canción homónima Un canto a Galicia en gallego.

## ElsigloXXI
En los inicios del siglo XXI la lengua gallega sigue manteniéndose viva, protegida por la legislación vigente y a su elevado número de hablantes. Asimismo, la lengua gallega también ha comenzado tímidamente a dar sus primeros pasos en su difusión global.
El 13 de junio de 2005, a la Unión Europea llegó la propuesta (de próxima aprobación como punto de tipo A, sin debate, por los ministros de Asuntos Exteriores de la Unión) de la inclusión del gaélico irlandés como nueva lengua oficial y de trabajo de la Unión (la 21.ª) y del gallego (junto con el catalán y el euskera), siempre que el estado correspondiente asuma los gastos y emita un preaviso a los demás miembros asistentes a la reunión. Es un paso muy importante para la consolidación del gallego en el siglo XXI.
A partir de los estudios actuales de la sociolingüística gallega, se observa una mejora por lo que se refiere a la actitud y percepción del gallego, mejoras importantes en la capacidad lectora; pero a nivel de lengua vehicular o habitual –y también como lengua materna- el idioma gallego está perdiendo hablantes en la actualidad, de manera que en las últimas generaciones ya hay más castellano-hablantes que gallego-hablantes. Estos datos pueden constatarse por ejemplo, entre otras fuentes en un informe del Consello Escolar de Galicia que señala que sólo un 30 % del alumnado de educación primaria utiliza la lengua gallega (datos de los cursos 2002-2003, 2003-2004 y 2004-2005). Por esta razón pareció necesaria una mayor implicación gubernamental y en el año 2007 se llegó a un acuerdo en el Parlamento Galego para la creación de un nuevo acuerdo que garantice poder llegar a un mínimo del 50 % de la enseñanza en gallego (escuela infantil, educación primaria, ESO, Bachillerato, Formación Profesional y EPA); además también se promovió este objetivo con la creación de las Galescolas, escuelas infantiles donde se utiliza el gallego como lengua vehicular.
Una muestra de la pérdida de gallegohablantes, esto es, personas que tienen el gallego como lengua materna, según un informe de octubre de 2007 del Seminario de Sociolingüística de la Real Academia Galega. Según el mismo sólo un 20,6 % de los niños tienen como idioma inicial el gallego. Como contraste, hay que señalar que en 1992 el mismo seminario cifraba estos datos en un 60,3 %. En las ciudades los resultados son peores: estimándose que sólo un 1,6 % de los ferrolanos y un 4,3 % de los vigueses tienen el gallego como lengua inicial, en La Coruña el 6,3 %, en Orense el 9,1 %, en Pontevedra el 9,4 %, en Lugo y 17,9 % y en Santiago el 18,4 %.
Las causas de este retroceso son diversas, pero destacan el peso e influencia de los medios de comunicación, la literatura en castellano y la emigración foránea.